# Dolina Smytnia

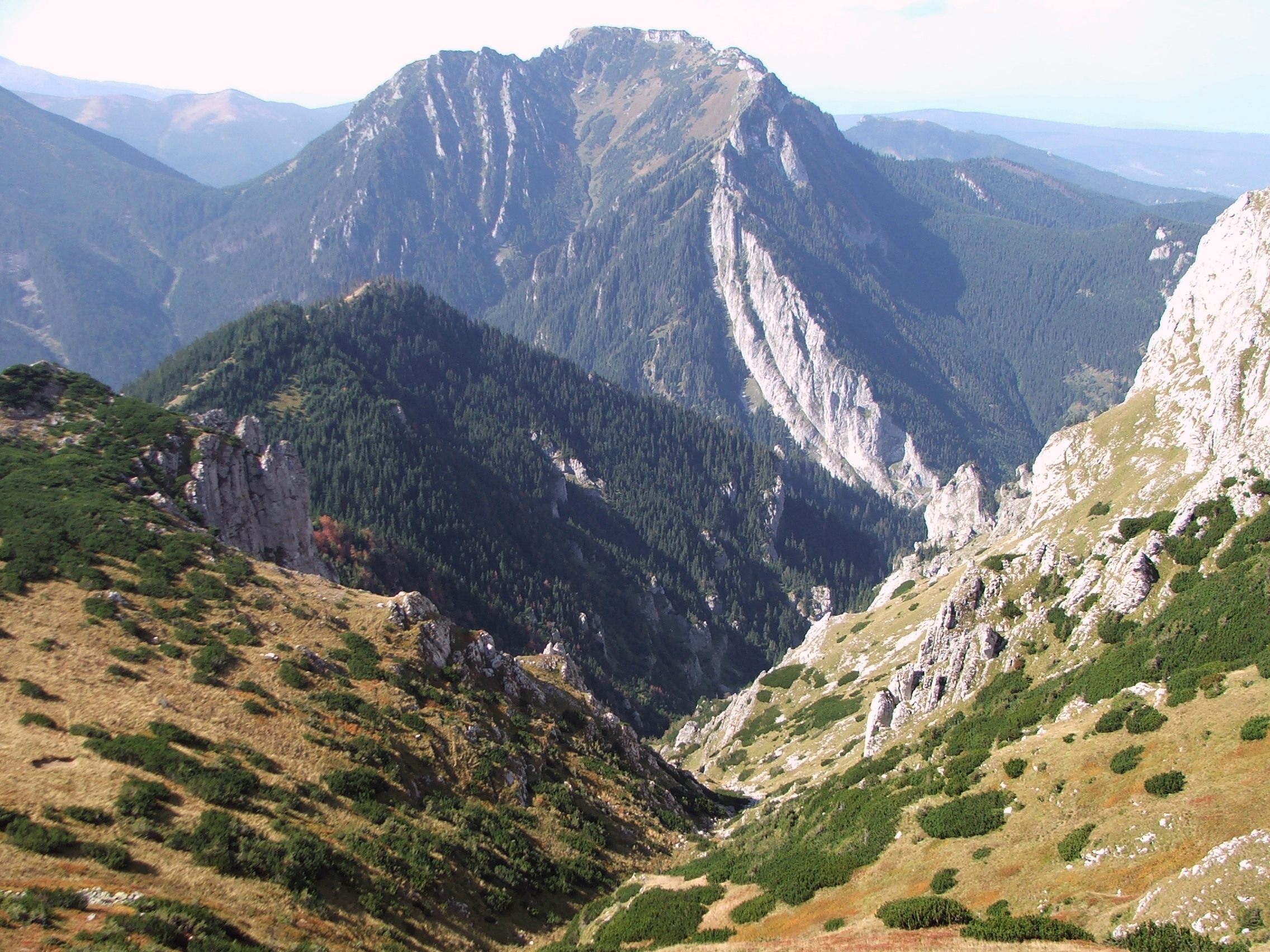
Górna część Doliny Smytniej w Kominiarskim Wierchu – widok z Doliny Tomanowej

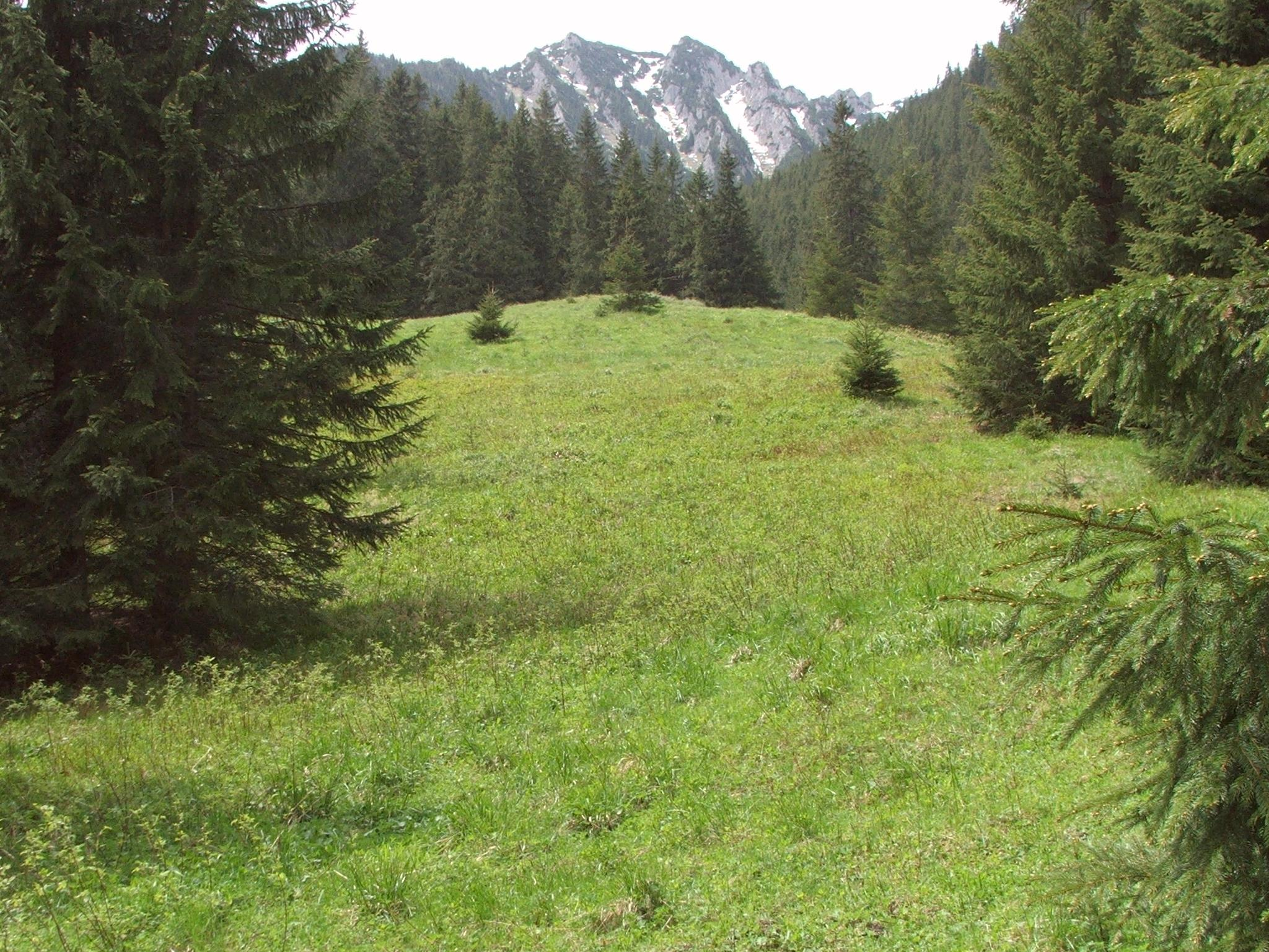
Stara Polana

Dolina Smytnia – boczna, zachodnia odnoga walnej Doliny Kościeliskiej w Tatrach Zachodnich. Tylko w dolnej części jest stosunkowo płaska. Górna część doliny jest bardzo stroma – wcina się w masyw Kominiarskiego Wierchu, podchodząc pod sam wierzchołek, pomiędzy dwie jego prawie równoległe granie zbiegające do Doliny Kościeliskiej. Od strony północnej ograniczona jest stromymi, wznoszącymi się ponad lasem ścianami Raptawickiej Grani (znajdują się tu wejścia do kilku jaskiń, m.in. Korytarzyka w Czarnych Turniach, Komórki nad Smytnią, Szczeliny w Uwozisku, Koliba w Smytniej, Jaskini pod Głazem, Jaskini w Kosówkach i Jaskini Smytniej), od strony południowej drugiej grani Kominiarskiego Wierchu, zakończonej Smytniańskimi Turniami (z jaskiniami: Szczelina w Smytniej i Kominki w Panienkach Smytniańskich). W północnej ścianie doliny znajdują się żleby: Spadzisty Żleb, Czarny Żleb i Gładki Żleb (z jaskinią Szczelina przy Gładkim Żlebie). Dawniej dolina była wypasana, znajdowała się na niej Hala Smytnia, obejmująca m.in. Starą Polanę. U wylotu doliny, nieco poniżej Starej Polany, przy drodze, znajduje się tzw. Krzyż Pola.
Nazwa pochodzi prawdopodobnie od „smytania” drewna, czyli spuszczania go w dół tej stromej doliny z wyższych jej partii. W okolicach wylotu Doliny Smytniej kończył się zasięg lodowca pokrywającego kiedyś całą górną część Doliny Kościeliskiej (Dolinę Tomanową i Pyszniańską). Świadczą o tym występujące tutaj moreny.
Podlega ochronie ścisłej, brak szlaków turystycznych. Ciekawa flora. M.in. stwierdzono tutaj występowanie rzadkiego storczyka, storzana bezlistnego, na najwyższym stanowisku w Tatrach (i w Polsce; ostatnio nie potwierdzono jego występowania, na opisanym stanowisku wyginął), złoci małej, wiechliny fioletowej, starca pomarańczowego i traganka zwisłokwiatowego – roślin w Polsce bardzo rzadkich, a także górskiej odmiany owsicy spłaszczonej (Helictotrichon planiculme), dla której Dolina Smytnia jest jedynym miejscem występowania w Polsce.